# Stanislav Cherchésov
Stanislav Salámovich Cherchésov (en osetio: Черчесты Саламы фырт Станислав / Ĉerĉesty Salamy fyrt Stanislav; Alagir, Osetia del Norte, Unión Soviética, hoy Rusia, 2 de septiembre de 1963) es un exfutbolista y entrenador ruso. Actualmente está sin club.

## Carrera como futbolista
Formado en la escuela deportiva Spartak de Alaguir, Cherchésov jugó alternativamente como atacante y portero, adoptando este último puesto en su carrera profesional.
Su carrera como jugador comenzó bajo los colores del Spartak Ordzhonikidze, en el que jugó de 1981 a 1984 antes de unirse al Spartak de Moscú, el club de sus sueños, en la primera división soviética. Allí, reemplazó a Rinat Dasaev y, por lo tanto, jugó principalmente con el filial del club. Además, los pocos partidos que disputó con el club moscovita no convencieron, ya que el joven portero cometió numerosos errores, especialmente durante la derrota por 5-2 en 1987 contra el Žalgiris Vilnius, durante la cual se mostró culpable en casi todos los goles.
Más tarde, pasó al Lokomotiv Moscú en la temporada 1988. En su primera temporada como titular, participó en los treinta partidos ligueros del club. Posteriormente, regresó al Spartak donde se convirtió en el portero principal.Ganó los campeonatos soviético y ruso cuatro veces antes de dejar el club a mitad de temporada en 1993 para unirse al Dynamo Dresde en la Bundesliga, donde jugó hasta su descenso en 1995.
Tras un breve regreso al Spartak de Moscú durante la segunda mitad de 1995, fichó por el club austriaco Tirol Innsbruck en 1996, con el que ganó el campeonato de Austria tres veces seguidas entre 2000 y 2002.Cherchésov terminó su carrera poco después en el Spartak durante la temporada 2002, lo que le permitió disputar más de 200 partidos con el club de Moscú.

## Selección nacional
Cherchésov representó sucesivamente a las selecciones de la Unión Soviética, de la Comunidad de Estados Independientes y de Rusia.Debutó con la camiseta soviética durante un partido amistoso contra Trinidad y Tobago en noviembre de 1990. Mientras tanto, disuelta la URSS, participó posteriormente en la Eurocopa 1992, que disputó con los colores de la CEI.
Después de la independencia de Rusia,  formó parte de los equipos que participaron sucesivamente en el Mundial 1994 y luego en la Eurocopa 1996. Jugó su último partido durante un encuentro amistoso contra Israel en febrero de 2000. Sin embargo, fue seleccionado para el Mundial 2002, aunque nunca fue de la partida.

### Participaciones en Copas del Mundo
| Mundial                   | Sede                  | Resultado    |
| ------------------------- | --------------------- | ------------ |
| Mundial de Fútbol de 1994 | Estados Unidos        | Primera fase |
| Mundial de Fútbol de 2002 | Corea del Sur y Japón | Primera fase |

### Participaciones en Eurocopas
| Eurocopa      | Sede       | Resultado    |
| ------------- | ---------- | ------------ |
| Eurocopa 1992 | Suecia     | Primera fase |
| Eurocopa 1996 | Inglaterra | Primera fase |

## Carrera como entrenador
Cherchésov comenzó su carrera como entrenador en enero de 2004, donde se convirtió en entrenador del FC Kufstein.Regresó a su antiguo club Tirol Innsbruck, que luego se convirtió en Wacker Innsbruck, y allí fue nombrado a cargo en noviembre de 2004. Fue despedido en mayo de 2006 después de una decepcionante temporada en la que el club terminó penúltimo en el campeonato austríaco.
Posteriormente, fue nombrado director deportivo del Spartak de Moscú en junio de 2006 antes de convertirse en su entrenador en junio de 2007 tras la destitución de Vladimir Fedotov. Llevó al club al segundo puesto en 2007 antes de ser despedido en agosto de 2008 cuando el equipo estaba en una mala posición en la liga y acababa de ser eliminado de la UEFA Champions League por el Dínamo de Kiev.
En diciembre de 2010, asumió el banquillo del FC Zhemchuzhina-Sochi. Sin embargo, los inversores del club se retiraron rápidamente del club por lo que fue liberado tras su quiebra durante la temporada 2011-12. Poco después de su salida, se unió al Terek Grozny en septiembre de 2011, llevando al club al undécimo y luego al octavo lugar en la liga antes de dejar el club al final de su contrato al final de la temporada 2012-13.
Para la temporada 2013-14, fue contratado por el Amkar Permy lo llevó al equipo a una posición intermedia antes de renunciar para asumir el cargo de entrenador en el Dinamo Moscú en abril de 2014. Bajo sus órdenes, el club moscovita finalizó cuarto en el campeonato y se clasificó para la UEFA Europa League, donde llegó a octavos de final,antes de volver a terminar cuarto al final de la temporada 2014-15. Dejó su cargo en julio de 2015.
En octubre de 2015, fue anunciado como técnico del Legia de Varsovia.Allí, obtuvo sus primeros trofeos como entrenador al completar el doblete durante la temporada 2015-16.Sin embargo, presentó su renuncia en junio de 2016 por diferencias con sus dirigentes, sobre todo en el contexto de la preparación para la campaña de la UEFA Champions League.
El 11 de agosto de 2016, Cherchesov fue nombrado entrenador de la selección de Rusia con un contrato hasta el final de la Copa Mundial de la FIFA 2018.En dicha competencia, llevó a la selección rusa a los cuartos de final por primera vez desde 1970, firmando victorias contra Arabia Saudita y contra Egipto durante la fase de grupos así como también la eliminación de España en los penaltis durante los octavos de final antes de caer de la misma forma ante Croacia.El 27 de julio de 2018, extendió su contrato por 24 meses con opción de una prórroga adicional de dos años.Sin embargo, luego de quedar afuera en la fase de grupos de la Eurocopa 2020, la Unión del Fútbol de Rusia lo despidió de su cargo el 8 de julio de 2021.
En diciembre de 2021, fue confirmado como entrenador del Ferencváros.Luego de obtener tres títulos en sus dos temporadas a cargo, fue relevado de sus funciones en julio de 2023 después de la derrota sufrida ante el KÍ Klaksvík en la fase preliminar de la UEFA Champions League.
El 3 de junio de 2024, fue oficializado como técnico de la selección de Kazajistán.El 27 de enero de 2025, presentó su renuncia al cargo tras una serie de malos resultados.

## Clubes

### Como futbolista
| Club                  | País                    | Año         |
| --------------------- | ----------------------- | ----------- |
| Spartak Ordzhonikidze | Unión Soviética         | 1981 - 1983 |
| Spartak de Moscú      | Unión Soviética         | 1984 - 1987 |
| Lokomotiv de Moscú    | Unión Soviética         | 1988        |
| Spartak de Moscú      | Unión Soviética / Rusia | 1989 - 1993 |
| Dinamo Dresde         | Alemania                | 1993 - 1995 |
| Spartak de Moscú      | Rusia                   | 1995        |
| Tirol Innsbruck       | Austria                 | 1996 - 2002 |
| Spartak de Moscú      | Rusia                   | 2002        |

### Como entrenador
| Club                    | País       | Año       | P   | PG  | PE  | PP  | Rendimiento |
| ----------------------- | ---------- | --------- | --- | --- | --- | --- | ----------- |
| FC Kufstein             | Austria    | 2004      | 30  | 16  | 6   | 8   | 60%         |
| FC Wacker Insbruck      | Austria    | 2004-2006 | 59  | 18  | 20  | 21  | 41.81%      |
| Spartak de Moscú        | Rusia      | 2007-2008 | 47  | 25  | 14  | 8   | 63.12%      |
| FC Zhemchuzhina-Sochi   | Rusia      | 2010-2011 | 21  | 9   | 2   | 10  | 46.03%      |
| FC Terek Grozny         | Rusia      | 2011-2013 | 53  | 24  | 10  | 19  | 51.57%      |
| Amkar Perm              | Rusia      | 2013-2014 | 25  | 9   | 8   | 8   | 46.67%      |
| Dinamo de Moscú         | Rusia      | 2014-2015 | 51  | 26  | 12  | 13  | 58.82%      |
| Legia de Varsovia       | Polonia    | 2015-2016 | 35  | 23  | 6   | 6   | 71.42%      |
| Selección de Rusia      | Rusia      | 2016-2021 | 57  | 24  | 13  | 20  | 49.71%      |
| Ferencváros             | Hungría    | 2021-2023 | 74  | 41  | 13  | 20  | 61.27%      |
| Selección de Kazajistán | Kazajistán | 2024-2025 | 6   | 0   | 1   | 5   | 5.56%       |
| Total                   | Total      | Total     | 458 | 215 | 105 | 137 | 54.58%      |

## Palmarés

### Como jugador

#### Campeonatos nacionales
| Título                         | Club             | País            | Año     |
| ------------------------------ | ---------------- | --------------- | ------- |
| Campeonato Soviético de Fútbol | Spartak de Moscú | Unión Soviética | 1987    |
| Campeonato Soviético de Fútbol | Spartak de Moscú | Unión Soviética | 1989    |
| Copa de la Unión Soviética     | Spartak de Moscú | Unión Soviética | 1991-92 |
| Liga Premier de Rusia          | Spartak de Moscú | Rusia           | 1992    |
| Liga Premier de Rusia          | Spartak de Moscú | Rusia           | 1993    |
| Bundesliga                     | Tirol Innsbruck  | Austria         | 1999-00 |
| Bundesliga                     | Tirol Innsbruck  | Austria         | 2000-01 |
| Bundesliga                     | Tirol Innsbruck  | Austria         | 2001-02 |

### Como entrenador

#### Campeonatos nacionales
| Título              | Club              | País    | Año     |
| ------------------- | ----------------- | ------- | ------- |
| Ekstraklasa         | Legia de Varsovia | Polonia | 2015-16 |
| Copa de Polonia     | Legia de Varsovia | Polonia | 2015-16 |
| Nemzeti Bajnokság I | Ferencváros       | Hungría | 2021-22 |
| Copa de Hungría     | Ferencváros       | Hungría | 2021-22 |
| Nemzeti Bajnokság I | Ferencváros       | Hungría | 2022-23 |